# Епархия Гилбы
Епархия Гилбы (лат. Dioecesis Gilbensis) — титулярная епархия Римско-Католической церкви с 1933 года.

## История
Город Гилба в первые века христианства был местом епископской кафедры. Известны имена двух епископов Доната и Феликса, которые носили титул города Гилбы. Согласно историческим документам один из этих епископов участвовал в Карфагенском соборе и после был сослан в 484 году королём вандалов Хунерихом. Согласно историку Меснажа один из этих епископов носил титул епархии Гиббы.
С 1933 года епархия Гилбы является титулярной епархией Римско-Католической церкви.

## Античные епископы
- Донат или Феликс (упоминаются в 484 году)

## Титулярные епископы
- епископ Джозеф Марк Гопу (8.07. 1948 — 8.01.1953), назначен епископом Хайдарабада;
- епископ Honoré Marie Van Waeyenbergh (1.09.1954 — 19.07.1971);
- епископ Príamo Pericles Tejeda Rosario (10.05.1975 — 8.11.1986), назначен епископом Бани;
- епископ Joseph Lafontant (с 25.11.1986).